# Los Llaos
Los Llaos es una localidad del municipio de San Vicente de la Barquera (Cantabria, España). Queda a unos 3 kilómetros al noreste de la capital municipal. En el año 2008 contaba con una población de 146 habitantes (INE), de los que sólo 3 residían en el núcleo urbano y los otros 143 diseminados. El pueblo está situado a una altitud de 25 metros sobre el nivel del mar, junto al Cabo de Oyambre, desde el cual se ven los arenales de Oyambre y Merón.
- Datos: Q9024056